# Gà nước họng nâu
Gà nước họng nâu (danh pháp hai phần: Rallina fasciata) là một loài chim trong họ Rallidae.
Loài chim này sinh sống ở Đông Bắc Ấn Độ, miền nam Miến Điện, Thái Lan, bán đảo Mã Lai, Borneo và Indonesia. Ghi nhận là một lang thang đến tây bắc Australia. Loài này được tìm thấy trong thảm thực vật dày đặc gần vùng đất ngập nước vĩnh viễn.